# Station Eerbeek
Station Eerbeek (Ebk) is een voormalig spoorwegstation in Eerbeek aan de spoorlijn Dieren - Apeldoorn en is een halte van de Veluwsche Stoomtrein Maatschappij. Het station was in gebruik van 2 juli 1887 tot 1 augustus 1950.
Dit stationsontwerp werd Standaardtype KNLS genoemd en werd voor diverse spoorwegstations gebruikt in de jaren 80 van de 19e eeuw. De architect was K.H. van Brederode. Het stationstype is in drie soorten ingedeeld, waarbij dit station viel binnen het type KNLS 3e klasse.